# بانكوربو
بلدية بانكوربو (بالإسبانية: Pancorbo)‏، هي إحدى بلديات مقاطعة برغش، التي تقع في منطقة قشتالة وليون، والتي تقع في شمال غرب إسبانيا.
يبلغ عدد سكانها 484 نسمة وفقاً لإحصائية سنة (2002).